# Olga Kniázeva
Olga Nikoláyevna Kniázeva –en ruso, Ольга Николаевна Князева– (9 de agosto de 1954-3 de enero de 2015) fue una deportista soviética que compitió en esgrima, especialista en la modalidad de florete.
Participó en los Juegos Olímpicos de Montreal 1976, obteniendo una medalla de oro en la prueba por equipos. Ganó seis medallas en el Campeonato Mundial de Esgrima entre los años 1973 y 1978.

## Palmarés internacional
| Juegos Olímpicos   | Juegos Olímpicos         | Juegos Olímpicos | Juegos Olímpicos    |
| Año                | Lugar                    | Medalla          | Prueba              |
| ------------------ | ------------------------ | ---------------- | ------------------- |
| 1976               | Montreal (Canadá)        | Medalla de oro   | Florete por equipos |
| Campeonato Mundial |                          |                  |                     |
| Año                | Lugar                    | Medalla          | Prueba              |
| 1973               | Gotemburgo (Suecia)      | Medalla de plata | Florete por equipos |
| 1974               | Grenoble (Francia)       | Medalla de oro   | Florete por equipos |
| 1975               | Budapest (Hungría)       | Medalla de oro   | Florete por equipos |
| 1975               | Budapest (Hungría)       | Medalla de plata | Florete individual  |
| 1977               | Buenos Aires (Argentina) | Medalla de oro   | Florete por equipos |
| 1978               | Hamburgo (RFA)           | Medalla de oro   | Florete por equipos |